# Grotte de Siech
La grotte de Siech est située sur le territoire de la commune de Saurat, sur le premier contrefort sud du massif de l'Arize, au nord-ouest de Tarascon-sur-Ariège dans le département de l'Ariège, en France. 

## Localisation
L'entrée principale de la grotte se trouve au nord-est du village de Saurat, en rive gauche du ruisseau de l'Arse, à proximité de la route communale peu après la pisciculture.

## Spéléométrie
Dans une direction générale sud-nord, la dénivellation de la grotte de Siech est de seulement 66 m pour un développement total de 3300 mètres avec une rivière souterraine active.

## Géologie
La cavité se développe dans les dolomies du Dogger et du Malm.

## Histoire
En 1958, Henri Coiffait (1907-1989) découvre la présence du calotriton des Pyrénées (Calotriton asper) dans la grotte.
Une session de formation à la topographie souterraine par le comité départemental de spéléologie de l'Ariège s'y est tenue en 2011.
Un projet de réserve naturelle souterraine est en cours, réunissant une trentaine de grottes et cavités de l'Ariège.

## Visite
La grotte présente l'intérêt d'offrir une progression horizontale à travers une cavité sans difficulté, ne nécessitant pas d'équipement particulier autre que casque, combinaison et bottes. Elle est donc adaptée à une découverte pour toute la famille avec un circuit approprié sur une demi-journée proposé par plusieurs prestataires.